# Toyota Yaris Cross

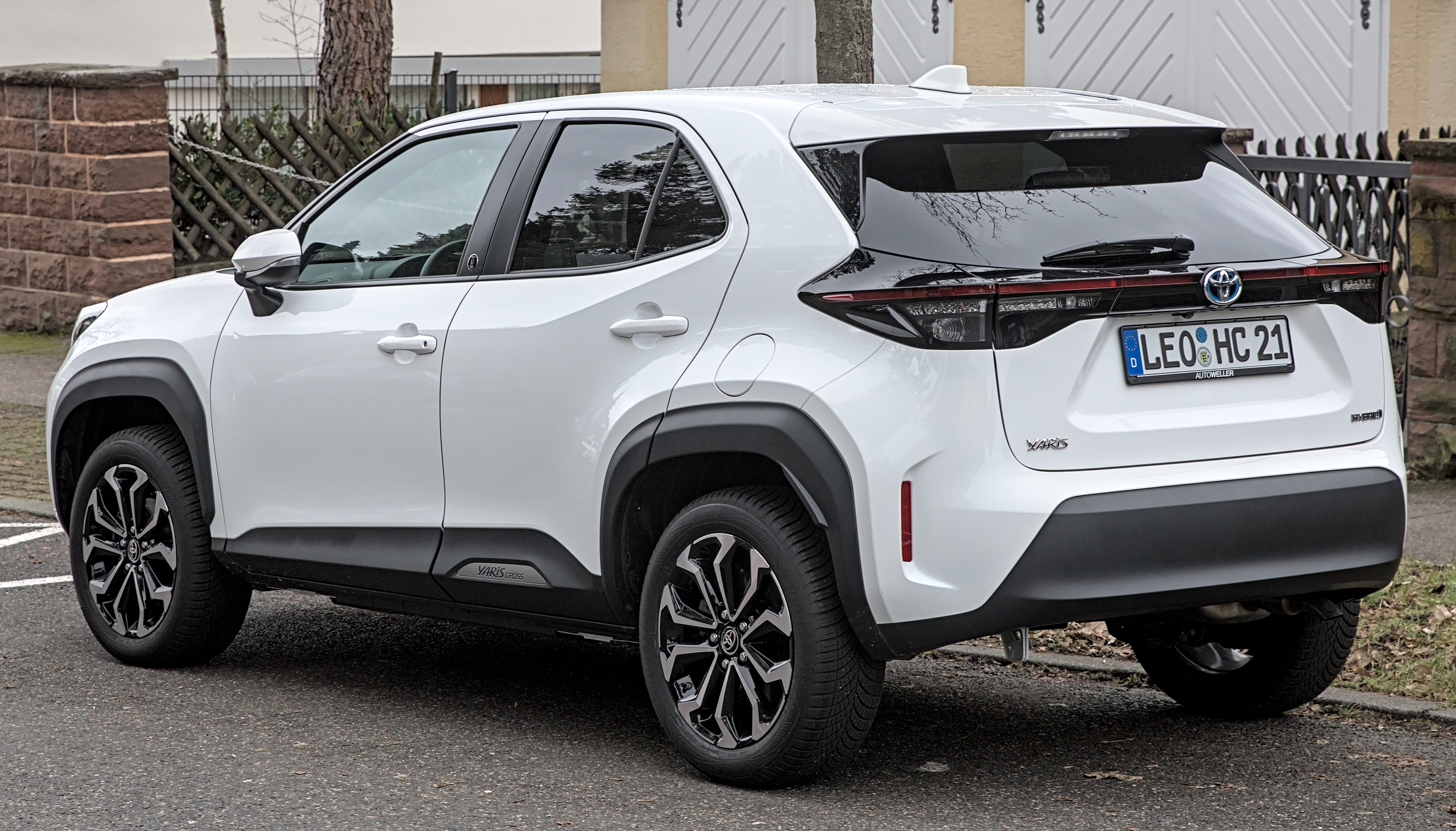
Vue arrière

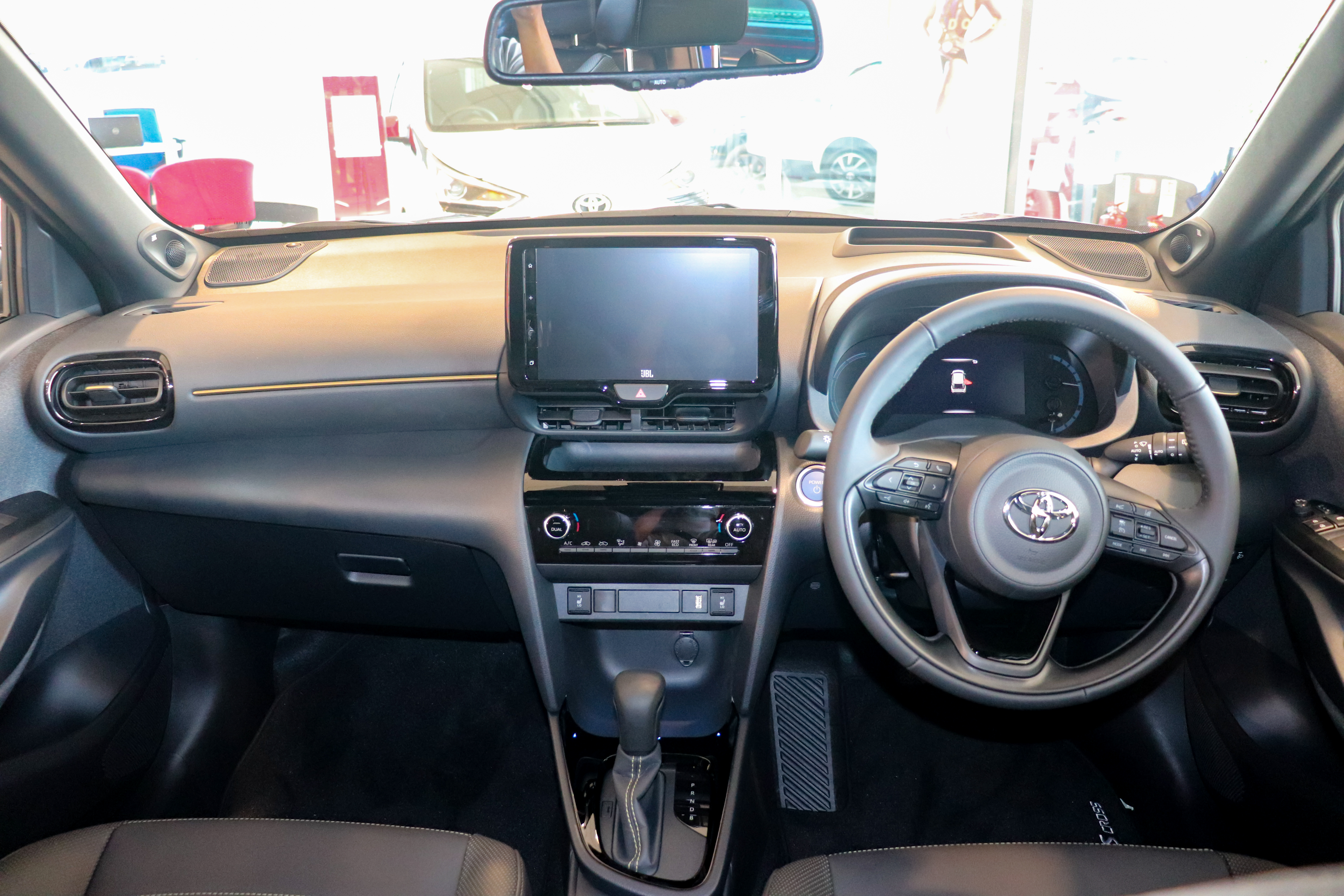
Intérieur

La Yaris Cross est un crossover urbain produit par le constructeur automobile japonais Toyota depuis 2020, sur la base de la Yaris de quatrième génération. Elle est produite depuis 2021 en France dans l'usine Toyota d'Onnaing, près de Valenciennes, pour le marché européen.

## Présentation
La Toyota Yaris Cross est dévoilée le 23 avril 2020. Elle devait être présentée au salon international de l'automobile de Genève 2020 mais celui-ci a été annulé à cause de l'épidémie de coronavirus COVID-19.
La Yaris Cross est d'abord fabriquée au Japon, où elle est lancée le 31 août 2021. Elle est rapidement exportée vers la région Asie-Pacifique.
Les premières préséries du modèle européen sortent de l'usine d'Onnaing à la fin avril 2021, l'objectif étant d'y fabriquer 150 000 exemplaires du Yaris Cross par an.
En novembre 2022, la Yaris Cross obtient un score GreenNCAP de 3 étoiles sur 5, avec une note moyenne de 5,2/10. Cet organisme mesure la performance environnementale des automobiles.

### Phase 2
La version restylée de la Yaris Cross est présentée le 21 novembre 2023.

## Caractéristiques techniques
Le crossover Yaris Cross repose sur la plateforme technique GA-B dérivée de l'architecture modulaire TNGA du constructeur japonais.
La Yaris Cross dispose d'une transmission sur les roues avant et peut bénéficier d'une transmission intégrale (AWD-i) en option grâce à un moteur électrique de 3,9 kW placé sur l’essieu arrière.

### Motorisation
En Europe, le Yaris Cross reprend le trois cylindres 1,5 litre à cycle d'Atkinson de la Yaris associé à un moteur électrique de 59 kW, alimenté par une batterie lithium-ion, pour une puissance totale de 116 ch (130ch pour la dernière mouture 2023-2024), et accouplé à la transmission CVT de la marque.
| Logo de Toyota             | Caractéristiques techniques                                 | Caractéristiques techniques                                 |
| Logo de Toyota             | 1.5 HSD                                                     | 1.5 HSD                                                     |
| -------------------------- | ----------------------------------------------------------- | ----------------------------------------------------------- |
| Moteur                     | 3-cylindres en ligne (cycle d'Atkinson)                     | 3-cylindres en ligne (cycle d'Atkinson)                     |
| Alimentation               | Atmosphérique                                               | Atmosphérique                                               |
| Cylindrée (cm3)            | 1 490                                                       | 1 490                                                       |
| Puissance maximale ch (kW) | Thermique : 91 (68) Électrique : 80 (60) Cumulée : 116 (87) | Thermique : 91 (68) Électrique : 80 (60) Cumulée : 116 (87) |
| Couple maximal (N m)       | 120                                                         | 120                                                         |
| Boîte de vitesses          | Automatique à variation continue (e-CVT)                    | Automatique à variation continue (e-CVT)                    |
| Transmission               | Traction                                                    | Intégrale                                                   |
| Vitesse maximale (km/h)    | 170                                                         | 170                                                         |
| 0-100 km/h (s)             | 11,2                                                        | 11,8                                                        |
| Consommation (L/100 km)    | 4,5                                                         | 5,0                                                         |
| Émissions de CO2 (g/km)    | 98                                                          | 105                                                         |
| Capacité du réservoir (L)  | 36                                                          | 36                                                          |
| Masse à vide (kg)          | 1210                                                        | 1360                                                        |
| Norme environnementale     | Euro 6d                                                     | Euro 6d                                                     |

NC : non connu

## Finitions
Finitions disponibles sur le Yaris Cross en France au 1er juin 2024 :
- Dynamic
- Dynamic Business (pour les professionnels)
- Design
- Collection
- Trail[13]
- GR Sport[14]
- Première

Toyota Yaris Cross GR Sport
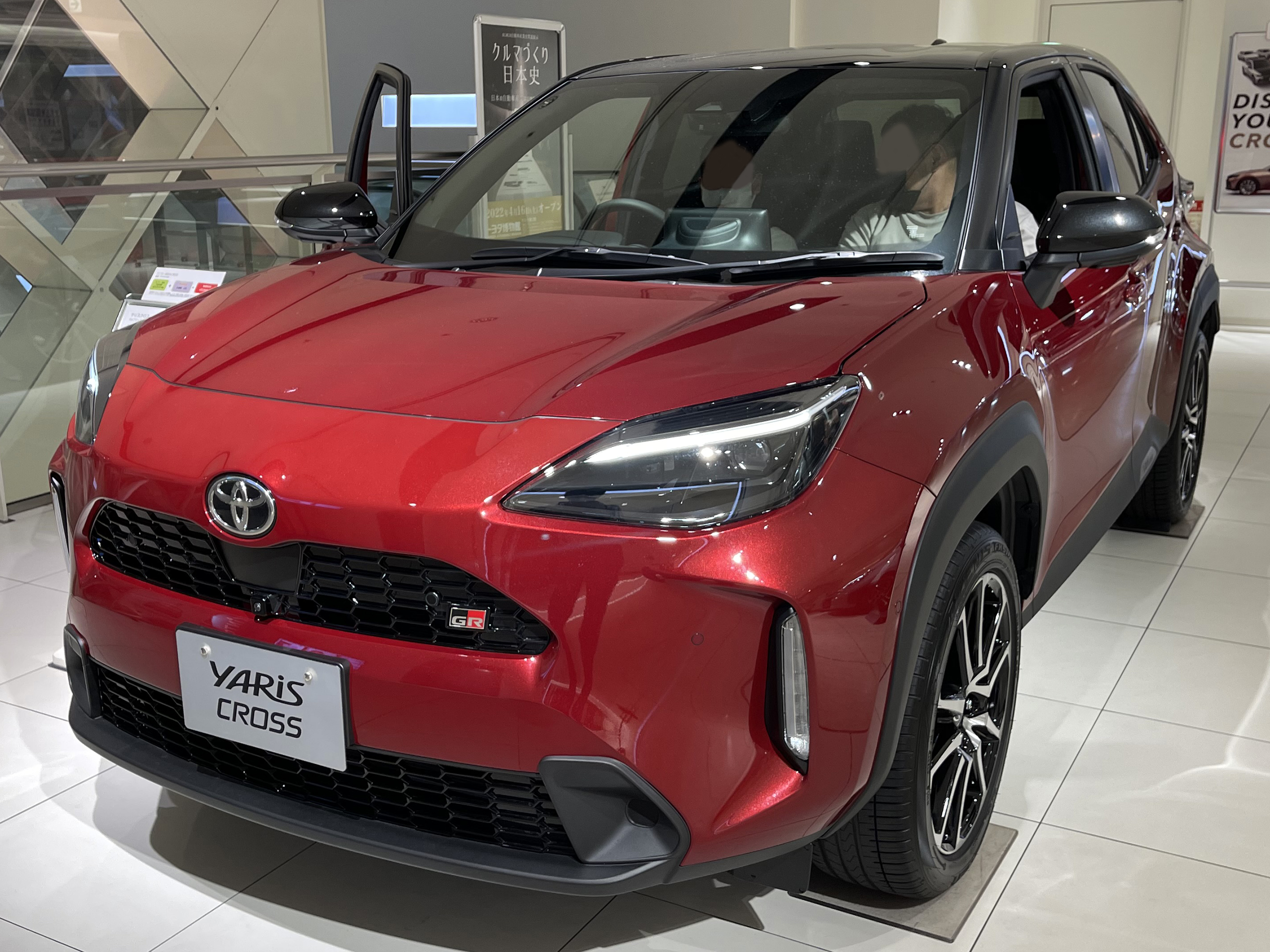
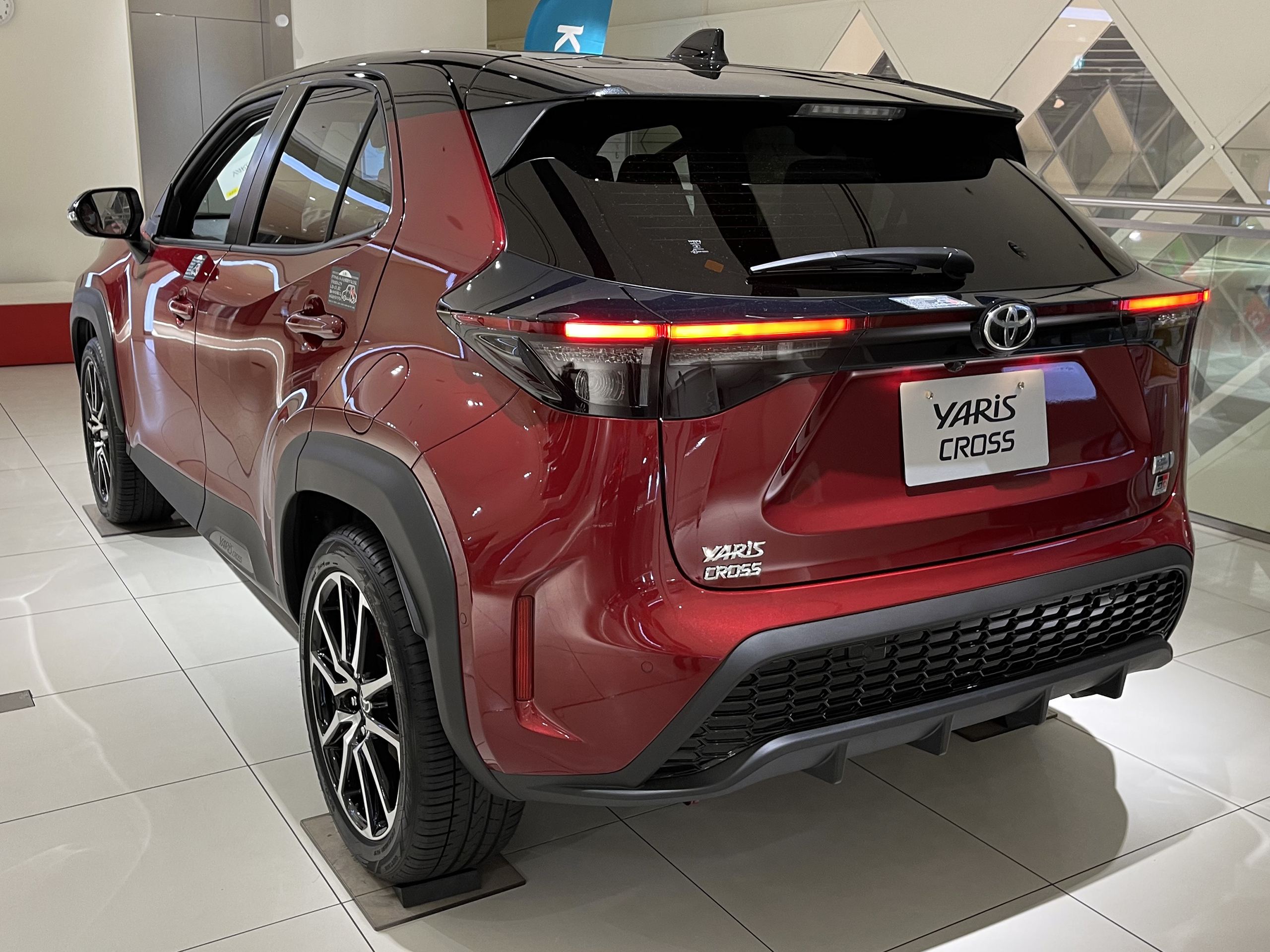
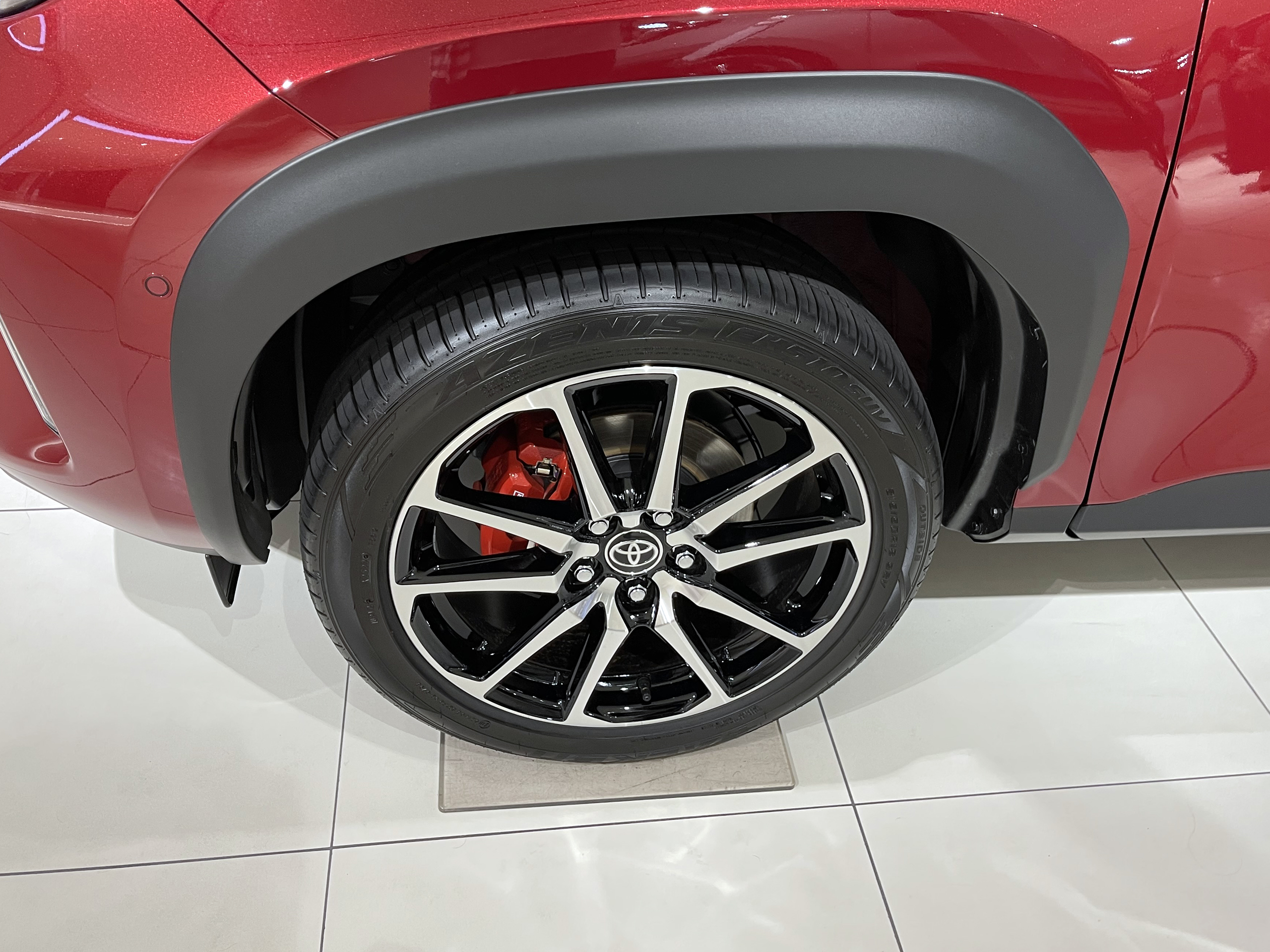

### Série limitée
- Première (édition de lancement, disponible jusqu'en mars 2022[15])

## Ventes et production

### Production
Les unités fabriquées en France bénéficient du label Origine France Garantie, certifiant que le produit doit être essentiellement localisé en France et que plus de la moitié du prix de revient unitaire de ce produit doit être acquis en France.
En 2022, Toyota Motor Manufacturing France produit 161 508 unités de la Yaris Cross (dont 95% de modèles hybride), ce qui en fait le véhicule le plus produit du pays cette année là. Le véhicule garde ce titre l'année suivante (200 025 unités produites) et celle d'après (206 679),.

### Ventes
| Année | Japon,  | Europe  | Australie |
| ----- | ------- | ------- | --------- |
| 2020  | 32,570  |         |           |
| 2021  | 98,160  | 22,743  | 7,828     |
| 2022  | 82,710  | 156,086 | 8,432     |
| 2023  | 101,060 | 195,569 | 6,514     |